# Boea wallichii
Boea wallichii är en tvåhjärtbladig växtart som beskrevs av R. Brown. Boea wallichii ingår i släktet Boea och familjen Gesneriaceae. Inga underarter finns listade i Catalogue of Life.